# Joachim Oudaen
Joachim Oudaen of Oudaan (Rijnsburg, 7 oktober 1628 – Rotterdam, 26 april 1692) was een Nederlands dichter, toneelschrijver, theoloog en oudheidkundige.

## Biografie

### Jonge jaren
Oudaen werd als bakkerszoon geboren in Rijnsburg in een vrijzinnig christelijke familie; de neef van zijn moeder, Gijsbert van der Kodde, was de oprichter van de collegianten. Oudaen bezocht tussen 1640 en 1646 de Latijnse School in Leiden. In 1646 verschenen zeven gedichten van hem op schilderijen, tekeningen en borduurwerk. Hierna schreef hij meerdere toneelstukken, waaronder in 1648 Johanna Grey of Gemartelde onnozelheyd, dat een protestantse tegenhanger was van Vondels Maria Stuart of Gemartelde majesteit uit 1646. Rond 1650 trad Oudaen in dienst als secretaris van humanist en historicus Petrus Scriverius.

### Beginjaren in Rotterdam
In 1656 trouwde Oudaen met Ewoutje Stout, met wie hij naar Rotterdam verhuisde. Daar ging hij aan de slag als tegelbakker in het bedrijf van zijn schoonvader. In 1660 werd hij in deze plaats verkozen als hoofd van het Sint-Lucasgilde. Bovendien kwam hij er in aanraking met andere collegianten, waaronder Adriaen Paets en Jacob Ostens. Hij publiceerde nog steeds, waaronder in 1664 het oudheidkundige boek Roomsche mogentheyd dat als standaardwerk werd beschouwd. Dit werk zal grotendeels zijn voortgekomen uit zijn tijd bij Scriverius, waar hij toegang had tot diens uitvoerige bibliotheek. Oudaen was in Rotterdam de mentor van een kring van jongeren, zoals de dichters David van Hoogstraten, Pieter Rabus en Joannes Antonides van der Goes. Ook had Oudaen via Scriverius contact met andere verzamelaars. Na zijn vertrek uit Rijnsburg was Oudaen ook aan zijn eigen verzameling boeken en munten begonnen.

### Rampjaar
In het Rampjaar 1672 schreef Oudaen op 18 augustus onder het pseudoniem R. D. N. (Raedt Daer Naer) het pamflet De Laster-Kladde der landverraderie op de heeren magistraten uytgeworpen, afgekeert en neergetreden. Daarin nam hij het stellig op voor Johan de Witt en Cornelis de Witt en trok hij van leer tegen het opgehitste, woedende volk. De pamfletten die in diezelfde tijd verschenen kwamen overwegend uit orangistische hoek, en waren juist fel gekant tégen de broers De Witt. Twee dagen later, op 20 augustus, was Oudaen getuige van de moord op de gebroeders De Witt. Hierover publiceerde hij vervolgens het hekeldicht Laster-Kladde der Landverraderie met bloed begoten, met tranen afgewischt. Oudaen beloofde persoonlijk aan de weduwe van Cornelis, Maria van Berckel, om 'een kleijn kransje op het graf van deze Heeren te vlegten'. In 1673 voltooide hij het toneelstuk Haagsche broeder-moord of dolle blydschap, waarin hij een complotopzet voor de moord beschreef waar Willem III van op de hoogte was. Van het stuk rouleerden enkele manuscripten, maar het kwam pas tot publicatie na de dood van Willem III in 1702, en daarmee tevens na Oudaens eigen overlijden.

### Mennoniet en collegiant
Oudaen schreef ook meerdere christelijke werken, waaronder over de Bijbelboeken Job en Psalmen. Hij was actief als diaken bij de Waterlandse mennonieten, maar was ook uitgesproken collegiant. In Aanmerkingen over het verhaal van het eerste begin en opkomen der Rynsburgers (1672) reageerde hij direct op het werk Kort, waerachtigh, en getrouw verhael van Passchier de Fijne, in 1671 uitgegeven door diens zoon Pieter de Fijne. Oudaen weerlegde de kritiek die vanuit de remonstranten op het collegiantisme werd gegeven en poogde het bestaan van het college in zijn Waterlandse gemeente te onderbouwen. Oudaen verzette zich als collegiant verder relatief fel tegen de vermeend-atheïstische 'dwalingen' van Spinoza, hoewel Spinoza en Oudaen in Jacob Ostens een gemeenschappelijke vriend/kennis hadden. Oudaen was verder onder meer bevriend met Heyman Dullaert.

### Latere jaren
Vanaf 1674 was Oudaen ook werkzaam als notaris. Toen zijn schoonvader in 1682 overleed en hem een erfenis naliet, verkocht Oudaen de tegelbakkerij en verhuisde naar een grotere woning. In 1690 legde hij vanwege ziekte zijn werk neer en verkocht hij zijn verzameling. Twee jaar later overleed hij.
Oudaens kleinzoon heette eveneens Joachim Oudaen, en was ook gelegenheidsdichter. In tegenstelling tot Joachim Oudaen sr. was hij juist uitgesproken orangist.

## Werken

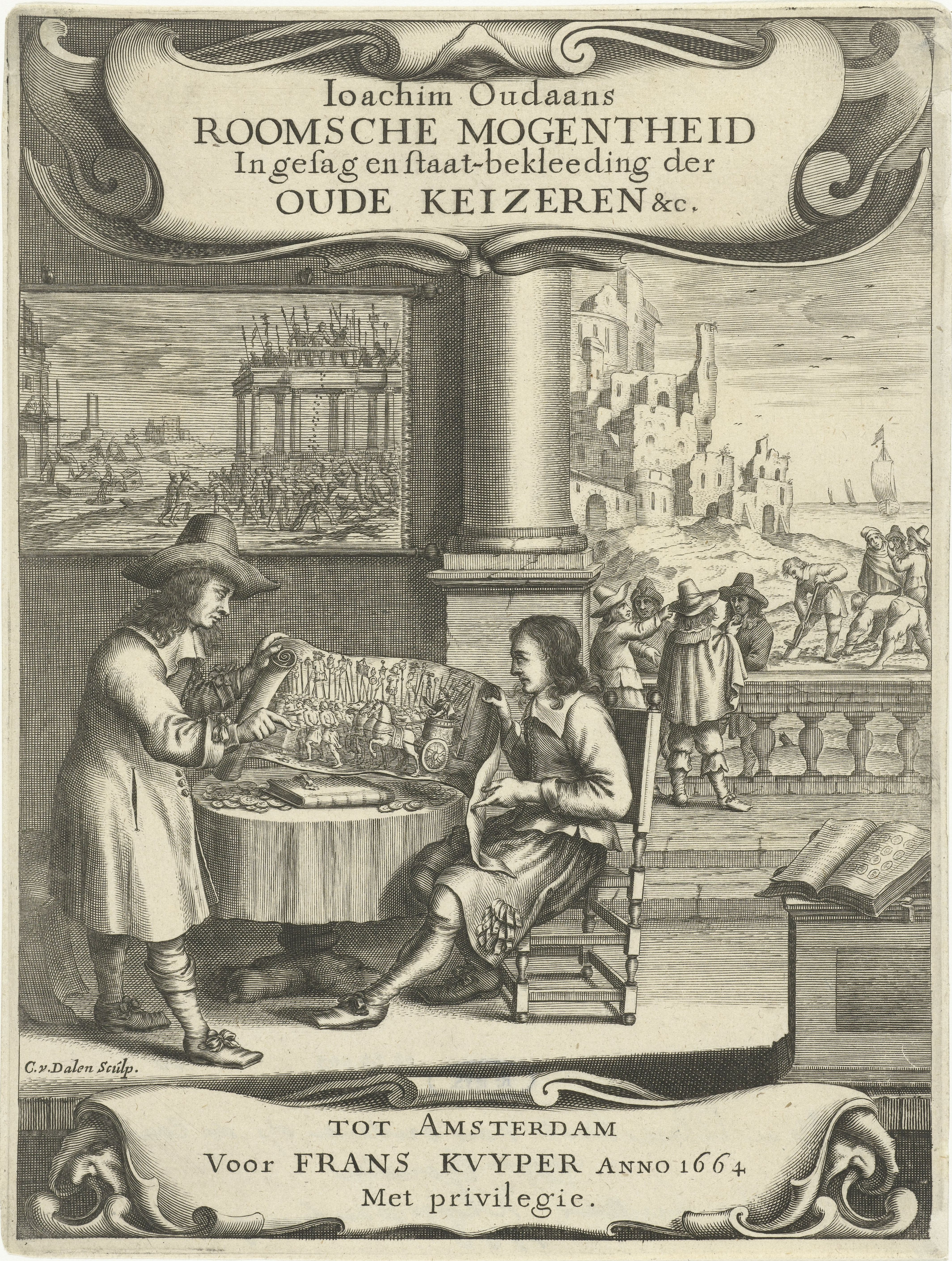
Titelpagina van Roomsche mogentheid (1664)

- Johanna Grey of Gemartelde onnozelheyd (1648)
- Koning Konradyn en Hertog Frederyk (1649)
- Servetus (1655)
- Aandachtige treurigheid (1660)
- Roomsche mogentheid (1664)
- Voorschaduwing van het zegepralende rijk onzes Heeren (1666)
- Woestijn-strijd der verzoekinge (1666)
- 't Verworpen huis van Eli (1671)
- Uytbreyding over het boek Jobs (1672)
- Aanmerkingen over het verhaal van het eerste begin en opkomen der Rynsburgers (1672)
- De Laster-Kladde der Landverraderie onder het pseudoniem R. D. N. (1672)
- Haagsche broeder-moord of dolle blydschap (1673)
- Lijk-gedachtenis van den grooten Agrippijner Joost van Vondel (1679)
- Uytbreyding over het boek der Psalmen (1680-1681)

- Bibliothèque nationale de France: cb10367679j (data)
- Biografisch Portaal: 65358229
- Digitale Bibliotheek voor de Nederlandse Letteren: ouda001
- Gemeinsame Normdatei: 13758637X
- International Standard Name Identifier: 0000 0000 5823 0926
- Library of Congress Control Number: no2005056968
- Nederlandse Thesaurus van Auteursnamen: 069905428
- RKD-Nederlands Instituut voor Kunstgeschiedenis: 275375
- Virtual International Authority File: 27053644
- WorldCat: E39PBJjtdJQfDJxDD8qMBMtHYP